# Lessard-le-National
Lessard-le-National és un municipi francès, situat al departament de Saona i Loira i a la regió de Borgonya - Franc Comtat. L'any 2007 tenia 636 habitants.

## Demografia

### Població
El 2007 la població de fet de Lessard-le-National era de 636 persones. Hi havia 221 famílies, de les quals 21 eren unipersonals (17 homes vivint sols i 4 dones vivint soles), 79 parelles sense fills, 117 parelles amb fills i 4 famílies monoparentals amb fills.
La població ha evolucionat segons el següent gràfic:
Habitants censats

### Habitatges
Tots els 224 habitatges que hi havia el 2007 eren l'habitatge principal de la família. 221 eren cases i 3 eren apartaments. Dels 224 habitatges principals, 215 estaven ocupats pels seus propietaris i 8 estaven llogats i ocupats pels llogaters; 10 tenien tres cambres, 62 en tenien quatre i 151 en tenien cinc o més. 190 habitatges disposaven pel capbaix d'una plaça de pàrquing. A 60 habitatges hi havia un automòbil i a 162 n'hi havia dos o més.

### Piràmide de població
La piràmide de població per edats i sexe el 2009 era:
| Homes | Edats   | Dones |
| ----- | ------- | ----- |
| 0     | 95 o +  | 0     |
| 0     | 90 a 94 | 4     |
| 0     | 85 a 89 | 0     |
| 0     | 80 a 84 | 4     |
| 4     | 75 a 79 | 4     |
| 4     | 70 a 74 | 4     |
| 12    | 65 a 69 | 4     |
| 8     | 60 a 64 | 8     |
| 20    | 55 a 59 | 16    |
| 44    | 50 a 54 | 40    |
| 16    | 45 a 49 | 20    |
| 20    | 40 a 44 | 8     |
| 20    | 35 a 39 | 36    |
| 16    | 30 a 34 | 20    |
| 32    | 25 a 29 | 0     |
| 4     | 20 a 24 | 0     |
| 28    | 15 a 19 | 16    |
| 24    | 10 a 14 | 24    |
| 24    | 5 a 9   | 32    |
| 12    | 0 a 4   | 8     |

## Economia
El 2007 la població en edat de treballar era de 464 persones, 335 eren actives i 129 eren inactives. De les 335 persones actives 308 estaven ocupades (164 homes i 144 dones) i 27 estaven aturades (8 homes i 19 dones). De les 129 persones inactives 55 estaven jubilades, 45 estaven estudiant i 29 estaven classificades com a «altres inactius».

### Ingressos
El 2009 a Lessard-le-National hi havia 224 unitats fiscals que integraven 638 persones, la mediana anual d'ingressos fiscals per persona era de 20.011,5 €.

### Activitats econòmiques
Dels 16 establiments que hi havia el 2007, 1 era d'una empresa extractiva, 6 d'empreses de construcció, 3 d'empreses de comerç i reparació d'automòbils, 1 d'una empresa de transport, 1 d'una empresa d'hostatgeria i restauració, 3 d'empreses de serveis i 1 d'una empresa classificada com a «altres activitats de serveis».
Dels 4 establiments de servei als particulars que hi havia el 2009, 1 era una fusteria, 2 lampisteries i 1 restaurant.
L'any 2000 a Lessard-le-National hi havia 6 explotacions agrícoles.

## Equipaments sanitaris i escolars
El 2009 hi havia una escola elemental.

## Poblacions més properes
El següent diagrama mostra les poblacions més properes.